# Chrysometa utcuyacu
Chrysometa utcuyacu är en spindelart som beskrevs av Claude Lévi 1986. Chrysometa utcuyacu ingår i släktet Chrysometa och familjen käkspindlar.
Artens utbredningsområde är Peru. Inga underarter finns listade i Catalogue of Life.